# Pooley Bridge
Pooley Bridge – wieś w Anglii, w Kumbrii, w dystrykcie (unitary authority) Westmorland and Furness. Leży 32 km na południe od miasta Carlisle i 389 km na północny zachód od Londynu.